# 刺柄碗蕨
刺柄碗蕨（学名：Dennstaedtia scandens），为姬蕨科碗蕨属下的一个植物种。